# Balclutha lucidus
Balclutha lucidus är en insektsart som beskrevs av Butler 1877. Balclutha lucidus ingår i släktet Balclutha och familjen dvärgstritar. Inga underarter finns listade i Catalogue of Life.